# Micaela Comberti
Micaela Comberti (* 28. September 1952 in London; † 4. März 2003 ebenda) war eine britische Violinistin, die im Bereich historische Aufführungspraxis bekannt wurde.

## Leben und Wirken
Micaela Comberti, deren musikalische Begabung bereits in ihrer Kindheit erkannt wurde, war die Tochter einer deutschen Mutter und eines italienischen Vaters. 1971 begann sie ein Studium bei Eduard Melkus an der Wiener Musikhochschule. Die Begegnung mit Melkus war für sie ein erster Kontakt mit der historischen Aufführungspraxis und der Barockvioline.
Wieder in England setzte sie ihre Studien bei Manoug Parikian (1920–1987) an der Royal Academy of Music fort. Ab 1975 studierte sie zwei Jahre bei Sándor Végh am Salzburger Mozarteum. Sie besuchte dort ebenfalls Kurse bei Nikolaus Harnoncourt, die ihren weiteren Werdegang stark prägen sollten. Zurück in ihrer Heimat zog es sie in die „Alte Musik Bewegung“ Englands, in die Ensembles von Christopher Hogwood und Trevor Pinnock. Mit dem Ensemble The English Concert spielte sie als erste Solistin die Concerti grosso von Händel und Corelli sowie weitere Konzerte ein.
Nach dieser Zeit begann sie vermehrt mit der Leitung verschiedener Ensembles, wie den „St. James’s Baroque Players“, dem Ensemble „Ex Cathedra“. Als Solistin trat sie mit dem 1990 durch Simon Standage gegründeten Ensemble Collegium Musicum 90 in Erscheinung. Mit dem Cembalisten Colin Tilney spielte sie die Sonaten von Johann Sebastian Bach ein, auch war sie Mitglied im Ensemble „Music Collection“, einem Fortepianotrio. Ein ihr wichtiger Bereich war die Kammermusik, mit dem 1982 gegründeten „Salomon String Quartet“ spielte sie an der Seite von Simon Standage und Trevor Jones (Viola) und Jennifer Ward Clarke (Cello), neben vielen Konzerten, vor allem in Großbritannien, spielte das Ensemble zahlreiche Werke der klassischen Streichquartett- und quintettliteratur ein.
Als engagierte Pädagogin erhielt sie neben dem Unterricht von Privatschülern Lehraufträge an der Guildhall School of Music and Drama und später an der Royal Academy of Music. Ab 1999 studierte Micaela Comberti mit den Streichern der Bayerischen Staatsoper Bühnenwerke des 17. und 18. Jahrhunderts im Sinne der historischen Aufführungspraxis ein. 2002 übernahm sie die gleiche Aufgabe an der Hamburger Staatsoper.
Im März 2003 starb sie an einer Krebserkrankung, die ein Jahr zuvor diagnostiziert wurde. Wenige Wochen vor ihrem Tod hatte sie ihren letzten Duo-Auftritt mit Trevor Pinnock. Sie war verheiratet mit dem Bratschisten Gustav Clarkson († Juli 2020), mit dem sie drei Kinder hatte; ihr Sohn Raphael Clarkson (* 1987) ist Jazzposaunist.
Die Royal Academy of Music benannte nach ihr den „Micaela Comberti Lehrstuhl“ (Micaela Comberti chair) für Barockvioline, den seit 2008 ihre Schülerin Rachel Podger innehat.